# Crust punk
Crust punk (também conhecido como anarco crust punk, crustcore ou apenas crust), está associado à cultura da segunda geração anarco-punk (ecologia, anarquismo, pró-libertação animal) surgida na Inglaterra no fim dos anos 70 e início dos anos 80. Uma das grandes características do estilo é reunir uma sonoridade alegre e sombria ao mesmo tempo, com letras baseadas no pessimismo que perdura sobre os males políticos e sociais como guerras nucleares, militarismo, niilismo, direitos dos animais, critícas a policia, ao fascismo e a opressão. Se assemelha ao grindcore no extremismo pelo uso de vocais roucos ou guturais compartilhados entre dois ou mais vocalistas, mas a sonoridade é menos agressiva que seu sucessor. O crust punk é uma forma derivada do hardcore punk e anarco-punk que combina elementos do metal extremo, do pós-punk e do d-beat, a bateria é geralmente tocada em alta velocidade com o uso de d-beats e riffs de guitarra tocados rapidamente, muitas bandas do cenário não se limitam apenas a esse estilo, pois também possuem ligações com o grindcore, o thrashcore e alguns gêneros do metal.

## História
O estilo foi criado na Inglaterra pelas bandas Amebix e Antisect, porém ainda não era conhecido por este nome na época, evoluiu na metade da década de 1980 com bandas como Doom, a nova-iorquina Nausea e Hellbastard. Ideologicamente é ligado ao estilo de vida dos punks europeus, em grande parte moradores de squats (casas ocupadas) e defensores da participação mínima no sistema. Geralmente, o visual agressivo ainda está presente mas com algumas inovações, como os dreadlocks e outras misturas entre elementos tribais e futuristas. O crust punk sempre se manteve de uma forma profundamente underground na música, embora os fãs do estilo são encontrados em todo o mundo. No Brasil representada por algumas bandas independentes, incluindo a lendária banda Excomungados. 
A inspiração inicial para a cena crust punk veio das ideias anarquistas do Crass, do d-beat e hardcore punk como Discharge, Anti Cimex, Mob 47 e Rattus. O Amebix também trouxe várias influências do pós-punk, incluindo Public Image Ltd., Killing Joke, Joy Division e Bauhaus (em sua fase pós-punk).

### A origem do termo e a evolução do estilo
O termo "crust" foi cunhado pelo Hellbastard em sua demo Crust Ripper de 1986. Bandas como Doom, Electro Hippies, Extreme Noise Terror e Excrement of War foram algumas das primeiras bandas a terem influências do crust em seu som. O Extreme Noise Terror, eventualmente, desenvolveu mais ainda o estilo dando origem ao grindcore junto ao Napalm Death.
O crust punk norte-americano começou na cidade de Nova Iorque, em meados dos anos 80, com o trabalho do Nausea. A banda surgiu da cena do New York hardcore e dos squats de Lower East Side convivendo ao lado de Roger Miret do Agnostic Front. Os primeiros trabalhos do Neurosis de San Francisco também foram influênciados pelo Amebix, dando origem ao crust punk na Costa Oeste. O Disrupt de Boston, o Antischism da Carolina do Sul e o Destroy de Minneapolis também foram significativas bandas de crust dos Estados Unidos.